# Olivier Temime
Olivier Temime, né à Aix-en-Provence en 1974, est un saxophoniste et compositeur de jazz.

## Biographie
Essentiellement autodidacte, Olivier Temime débute le saxophone ténor à l'âge de 14 ans. Il obtient en 1996 la médaille d’or de la classe de jazz de Marseille.
Lauréat du concours Jazz Futur 90 parrainé par Dee Dee Bridgewater et prix de soliste au Tremplin de la Défense 97, il s'impose au gré des festivals (Marciac, Calvi, Antibes, Montreux...), jam sessions et rencontres (Johnny Griffin, Wynton Marsalis, Jon et Michèle Hendricks, Steve Grossman, Daniel Humair, Emmanuel Bex, Laurent de Wilde, les Belmondo, Jean-Loup Longnon, Éric Le Lann, etc.), comme un des plus vifs improvisateurs de la scène européenne.
Temime privilégie le groove, l'énergie. Saxophoniste ténor et soprano, il développe un "phrasé bouillonnant et lyrique, rappelant Pharoah Sanders, Roland Kirk, Joe Henderson, Gato Barbieri et Steve Grossman" selon le journaliste Bruno Pfeiffer.
« Son jeu simultanément nuancé et ravageur a quelque chose des incantations spirituelles d’un Pharoah Sanders, entre incursions free et racines rhythm’n’blues [...]. Plus qu’un saxophoniste, plus qu’un musicien, plus qu’un producteur, l’ancien lauréat de la classe de jazz du conservatoire de Marseille est ce poète du souffle dont le jazz contemporain a besoin. » (Laurent Dussutour, Citizen Jazz).

## Discographie
|      | Album                | | Récompenses                                                                           |
| ---- | -------------------- | --- | ------------------------------------------------------------------------------------- |
| 1998 | Le Douze             | Olivier Temime Quartet |                                                                                       |
| 2003 | Saï Saï Saï          | Olivier Temime : Saxophones Emmanuel Duprey : Piano, Fender Jérôme Barde : Guitare Gilles Naturel : Contrebasse Jean-Pierre Arnaud : Batterie |                                                                                       |
| 2005 | Streetwise           | Olivier Temime & The Volunteered Slaves Olivier Temime : Saxophones Jerôme Barde : Guitare Emmanuel Duprey : Fender Rhodes Julien Charlet : Batterie Akim Bournane : Basse |                                                                                       |
| 2009 | Breakfast in Babylon | The Volunteered Slaves Olivier Temime : Saxophones Emmanuel Duprey : Piano, Fender Jérôme Barde : Guitare Arnold Moueza : Percussions Akim Bournane : Basse Julien Charlet : Batterie |                                                                                       |
| 2010 | The Intruder         | Olivier Temime : Saxophones Vincent Artaud : Contrebasse, Guitare, Claviers/ Programmations, arrangements Billy Hart : Batterie Cyril Atef : Batterie et Percussions Paco Séry : Percussions | Selection Fip Choc Jazz Magazine                                                      |
| 2017 | Ripcord              | The Volunteered Slaves Olivier Temime : Saxophones Emmanuel Duprey : piano, claviers Arnold Moueza : Percussions et Voix Akim Bournane : Basse Julien Charlet : Batterie Emmanuel Bex : Orgue Hammond et Vocoder Hervé Samb : Guitare Allonymous : Slam et voix Mafé, Raphaëla Cupidin, Indy Eka, Kiala Ogawa : voix |                                                                                       |
| 2021 | SpaceShipOne         | The Volunteered Slaves Olivier Temime : Saxophones Emmanuel Bex : Orgue et Claviers Emmanuel Duprey : Claviers Akim Bournane : Basse Julien Charlet : Batterie | FFFF Telerama Choc Jazz Magazine Indispensable Jazz News                              |
| 2023 | Inner Songs          | Olivier Temime : Saxophones Emmanuel Bex : Orgue et Claviers Etienne Deconfin : Piano Samuel Hubert : Contrebasse Arnold Moueza : Percussions Antoine Paganotti : Batterie Guests : Oxmo Puccino et Stéphane Belmondo Realisation : Julien Lourau                                                                    | FFFF Telerama Choc Jazz Magazine Indispensable Jazz News Open Jazz sur France Musique |